# Cruise for a Corpse
Cruise for a Corpse (orig. Croisière pour un Cadavre) ist ein Point-and-Click-Adventure, das 1991 von der Firma Delphine Software International herausgegeben wurde. Es erschien für die Plattformen IBM-PC, Amiga und Atari ST.

## Beschreibung
Das Spiel war zur Zeit seiner Veröffentlichung eine Innovation, da es als erstes Adventure flüssige 2D-Vektorgrafiken für die Spielfiguren einsetzt, welche sich auf gemalten Hintergründen bewegen.
Die Handlung spielt auf einem Kreuzfahrtschiff im Jahre 1927. In typischer Agatha-Christie-Art – und da insbesondere in der Hercule-Poirot-Reihe – muss der Spieler als Inspektor Raoul Dusentier einen Mord aufklären und dabei Indizien sammeln und Verdächtige befragen. Wie weit der Spieler in der Geschichte vorangeschritten ist, kann von der Uhrzeit im Spiel abgeleitet werden. Wurde eine Aufgabe erledigt, ein neues Indiz gefunden oder ein wichtiger Zeuge befragt, so wird das Fortschreiten des Uhrzeigers angezeigt und somit signalisiert, dass alte Bereiche des Schiffes wieder besucht werden sollten, da diese sich verändert haben könnten. Dieses ungewöhnliche Prinzip der Fortschrittsanzeige verhindert unnötiges Umhergelaufe auf dem Schiff.
Die Ähnlichkeiten des Protagonisten des Computerspiels, Raoul Dusentier, zu seiner Roman- und TV-Vorlage Hercule Poirot sind dabei (gewollt) frappierend, sind aber aus rechtlichen Gründen geändert worden. Schließlich erschienen die ersten erfolgreichen TV-Verfilmungen über den Charakter Poirot auch bereits 1989. Erst viele weitere Jahre später erschienen dann PC-Spiele, die vermarktungsrechtlich auch die tatsächlichen Namensgebungen und Verknüpfungen zu den Romanen/TV-Verfilmungen beinhalteten.

## Bewertungen
Das Spiel erhielt verschiedene Bewertungen in Fachzeitschriften. So vergab Aktueller Software Markt (ASM) in der Ausgabe 11/91 9 von 12 Punkten. Power Play bewertete das Spiel in der Ausgabe 11/91 mit 63 %. Amiga Joker gab in der Ausgabe 10/91 eine hohe Bewertung von 90 %.